# كيفن كانتي (مؤلف)
كيفن كانتي (بالإنجليزية: Kevin Canty)‏ (17 يناير 1953، لاكيبورت في الولايات المتحدة)؛ روائي أمريكي.